# Nacaduba kirtoni
Nacaduba kirtoni is een vlinder uit de familie van de Lycaenidae. De wetenschappelijke naam van de soort is voor het eerst geldig gepubliceerd in 1984 door Eliot.